# تپه سفید بزی شهرکی
تپه سفید بزی شهرکی مربوط به دوره اشکانیان - دوره ساسانیان است و در شهرستان زهک، بخش مرکزی، دهستان زهک، ۵۰۰ متری شمال روستای بزی شهرکی واقع شده و این اثر در تاریخ ۱۲ دی ۱۳۸۶ با شمارهٔ ثبت ۲۰۳۴۷ به‌عنوان یکی از آثار ملی ایران به ثبت رسیده است.